# Gypsosaris coniata
Gypsosaris coniata är en fjärilsart som beskrevs av Edward Meyrick 1909. Gypsosaris coniata ingår i släktet Gypsosaris och familjen Plutellidae. Inga underarter finns listade i Catalogue of Life.